# Aġavnajor (Vayoc' Jor)
Aġavnajor (in armeno Աղավնաձոր?) è un comune di 2 091 abitanti (2008) della Provincia di Vayots Dzor in Armenia.